# Дмитерко Дмитро
Дмитро Дмитерко (1875 , Винники — 1930-ті рр., Кам'янець-Подільський) — український педагог, лікар. Батько письменника Любомира Дмитерка.

## Біографія
У Винниках збудував лікувальний санаторій для хворих на легені на власній землі в урочищі «Піддіброва». У Львові в 1904 р. видав книжку німецькою мовою «Лікування туберкульозу сонячним світлом», а у Тернополі в 1908 р. — «Як можна вилічитися зі сухотів».
У Винниках брав участь у культурно-освітньому житті міста.
У 1919 р. разом з Пилипом Миськом переїхав до Кам'янця-Подільського. Тривалий час працював в освіті та, отримавши ще за Австро-Угорщини пенсію, емігрував на території УСРР для вчителювання. Зарекомендував себе затятим більшовиком. Зокрема, його атеїстична пропаганда в одному із сіл призвела до того, що релігійна громада — «куркульня» (як пише в автобіографії Любомир Дмитерко), пообіцяла батька вбити, а хату спалити.
Помер у 1930-х рр.